# Diócesis de Bardstown
La diócesis de Bardstown (en latín: Dioecesis Bardensis y en inglés: Roman Catholic Diocese of Bardstown) fue una circunscripción eclesiástica de la Iglesia católica en Estados Unidos. Se trataba de una diócesis latina, sufragánea de la arquidiócesis de Baltimore. Fue suprimida el 13 de febrero de 1841 y restaurada como diócesis titular en 1995. Desde el 19 de mayo de 2015 su obispo titular es James Massa.

## Territorio y organización
La diócesis extendía su jurisdicción sobre los fieles católicos de rito latino residentes al momento de su erección en el territorio de la diócesis de Baltimore al oeste de los Apalaches, por lo que abarcaba la mayor parte de los actuales estados de: Kentucky, Tennessee, Misuri, Illinois, Indiana, Ohio y Míchigan. Desde 1837 su territorio se redujo a todo el estado de Kentucky.
La sede de la diócesis se encontraba en la ciudad de Bardstown, en donde su catedral era la actual basílica de San José de la arquidiócesis de Louisville.

## Historia
Los primeros inmigrantes católicos en llegar a la zona de Bardstown llegaron de Maryland en 1785 y fundaron la iglesia de la Santa Cruz, la primera iglesia católica del estado de Kentucky.
La diócesis de Bardstown fue erigida el 8 de abril de 1808 mediante el breve Ex debito del papa Pío VII, obteniendo el territorio de la diócesis de Baltimore, que simultáneamente fue elevada a arquidiócesis metropolitana.
El 19 de junio de 1821 cedió una porción de su territorio para la erección de la diócesis de Cincinnati (hoy arquidiócesis de Cincinnati) mediante el breve Inter multiplices del papa Pío VII.
El 6 de mayo de 1834 cedió otra porción de su territorio para la erección de la diócesis de Vincennes (hoy arquidiócesis de Indianápolis) mediante el breve Maximas inter del papa Gregorio XVI.
El 18 de junio de 1834 mediante la bula Benedictus Deus el papa Gregorio XVI confirmó el territorio de jurisdicción de los obispos de Bardstown, que incluía Kentucky y Tennessee.
El 28 de julio de 1837 cedió otra porción de su territorio para la erección de la diócesis de Nashville mediante el breve Universi Dominici Gregis del papa Gregorio XVI.
El 13 de febrero de 1841 la sede episcopal se trasladó de Bardstown a Louisville y la diócesis tomó el nombre de diócesis de Louisville.

### Diócesis titular
Desde 1995 Bardstown figura entre las sedes episcopales titulares de la Iglesia católica. Desde el 19 de mayo de 2015 el obispo titular es James Massa, obispo auxiliar de la diócesis de Brooklyn.

## Episcopologio

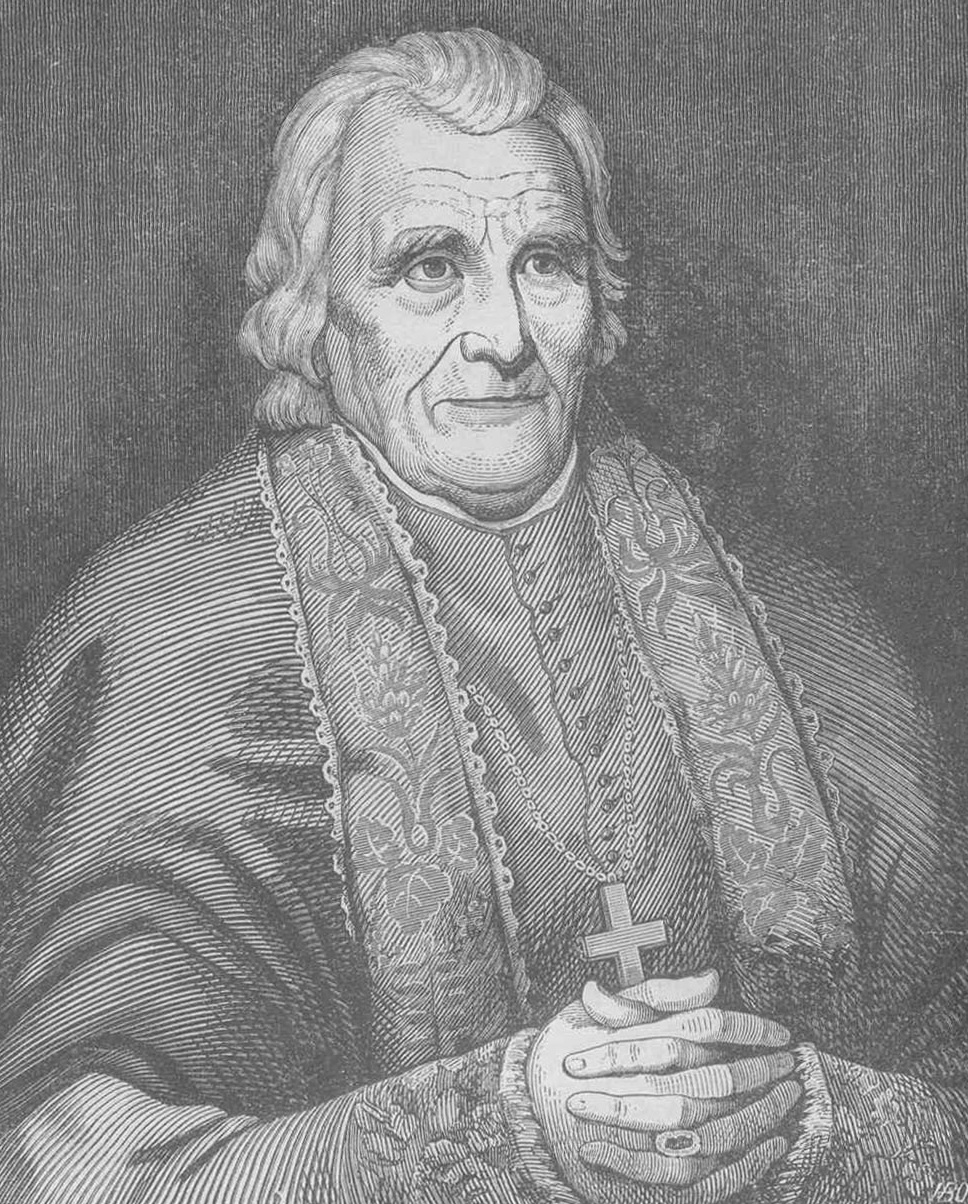
Benoît-Joseph Flaget, dos veces obispo de la diócesis de Bardstown

- Benoît-Joseph Flaget, P.S.S. † (8 de abril de 1808-7 de mayo de 1832 renunció)
- Jean-Baptiste-Marie David, P.S.S. † (25 de agosto de 1832 por sucesión-17 de marzo de 1833 renunció[nota 2])
- Benoît-Joseph Flaget, P.S.S. † (17 de marzo de 1833-12 de febrero de 1850 falleció) (por segunda vez)

### Obispos titulares
- Charles Garrett Maloney † (2 de febrero de 1995-30 de abril de 2006 falleció)
- Daniel Edward Thomas (8 de junio de 2006-26 de agosto de 2014 nombrado obispo de Toledo en Ohio)
- James Massa, desde el 19 de mayo de 2015